# 플립보드
플립보드(Flipboard)는 캘리포니아주 팰로앨토에 본사를 두고 뉴욕, 밴쿠버, 베이징에 지사를 두고 있는 뉴스 애그리게이터이자 소셜 네트워크 애그리게이션 기업이다. '플립보드'라고도 알려진 이 소프트웨어는 2010년 7월에 처음 출시되었다. 소셜 미디어, 뉴스피드, 사진 공유 사이트 및 기타 웹사이트의 콘텐츠를 모아서 잡지 형식으로 제공하며 사용자가 공유되는 기사, 이미지, 동영상을 "플립"(flip)할 수 있다. 독자들은 또한 플립보드 매거진에 스토리를 저장할 수도 있다. 2016년 3월 기준으로 회사는 플립보드 사용자가 만든 잡지가 2,800만 개에 달한다고 주장한다. 이 서비스는 웹 브라우저나 마이크로소프트 윈도우 및 macOS용 플립보드 애플리케이션, iOS 및 안드로이드용 모바일 앱을 통해 접근할 수 있다. 클라이언트 소프트웨어는 무료로 제공되며 21개 언어로 현지화되어 있다.